# Mama Tumani Bah
Alhaji Mama Tumani Bah (* vor 1937; † 18. Juni 1953) war ein gambischer Imam. Er trug von 1937 bis zu seinem Tode 1953 den Titel Imam Ratib of Bathurst und war damit einer der wichtigsten islamischen Führer in Gambia.

## Familie
Bah war der Neffe von Omar Sowe, der auch den Titel Imam Ratib of Bathurst trug. Als dieser 1937 starb, wurde Bah zu seinem Nachfolger gewählt.

## Leben
Neben seiner Tätigkeit als Imam war er war auch politisch aktiv, er unterstützte bei den Wahlen zum Legislativrat 1947 Sheikh Omar Fye und Ibrahima Momodou Garba-Jahumpa in den Wahlen zum Legislativrat 1951. Die von Fye im Januar 1952 gegründete Partei, der Gambia Muslim Congress (GMC), dessen Generalsekretär Fye auch wurde, ist aus etwa 40 muslimischen Organisationen, darunter der Bathurst Young Muslims Society entstanden. Die GMC, die von Fye und Bah unterstützt wurde, erhielt ihre Unterstützung größtenteils von gebildeten muslimischen Wolof, insbesondere von denen, die im öffentlichen Dienst oder als kaufmännische Angestellte beschäftigt waren.